# Sesgo FUTON
El sesgo FUTON o sesgo de FUTON (acrónimo  por siglas en inglés de Full text on the net- "texto completo en la red"-) es un tipo de sesgo de publicación por el cual los investigadores tienden a citar revistas académicas con acceso abierto (OA,AA), es decir, revistas que hacen que su texto completo esté disponible en Internet sin cargo.
Los académicos en algunos campos pueden descubrir y acceder más fácilmente a los artículos cuyo texto completo está disponible en línea, lo que aumenta la probabilidad de que los autores lean y citen estos artículos, un tema que se planteó por primera vez y que se ha estudiado principalmente en relación con la investigación médica . En el contexto de la medicina basada en la evidencia , los artículos en revistas costosas que no brindan acceso abierto (AA) pueden tener un "precio sin evidencia", dando un mayor peso a las publicaciones de FUTON . El sesgo de FUTON puede aumentar el factor de impacto de las revistas de acceso abierto en relación con las revistas sin acceso abierto.
Un estudio concluyó que los autores en los campos médicos "se concentran en investigaciones publicadas en revistas que están disponibles como texto completo en Internet e ignoran los estudios relevantes que no están disponibles en texto completo, introduciendo así un elemento de sesgo en su resultado de búsqueda". Los autores de otro estudio concluyen que "la ventaja de OA es una ventaja de calidad, en lugar de un sesgo de calidad", que los autores hacen una "autoselección para usar y citar los artículos más citables, una vez que el autoarchivo de OA los ha hecho accesible ", y ese acceso abierto" en sí mismo no hará que un artículo inutilizable (por lo tanto, incitable) sea más utilizado y citado ".
Un fenómeno similar, denominado "sesgo sin resumen disponible", es la tendencia de un académico a citar artículos de revistas que tienen un resumen disponible en línea más fácilmente que los artículos que no lo tienen; esto afecta el recuento de citas de los artículos de manera similar al sesgo FUTON.